# Never Ever (Песен на All Saints)
Never Ever е вторият сингъл на британската поп група „Ол Сейнтс“, издаден на 10 ноември 1997 година. Сингълът им донася популярност и е първият им номер 1 хит във Великобритания. Бъв Великобритания сингълът е с реализирани продажби от 1 254 604 копия.

## Списък

### Британско (част 1) и австралийско CD
1. „Never Ever“ – 5.15
2. „Never Ever“ (Nice Hat Mix) – 5.13
3. „I Remember“ – 4.08

### Британско CD (част 2)
1. „Never Ever“ – 5.15
2. „Never Ever“ (Booker T's вокален mix) – 6.19
3. „Never Ever“ (Booker T's Down South дублиране) – 6.28
4. „Never Ever“ (Booker T's Up North дублиране) – 5.55

### Британски 12-inch сингъл
1. „Never Ever“ (All Star remix) – 4.00
2. „Never Ever“ (Booker T's вокален mix) – 6.19

### Британска касета и европейско CD
1. „Never Ever“ – 5.15
2. „I Remember“ – 4.08

### Американско CD и касета
1. „Never Ever“ – 5.15
2. „Never Ever“ (Rickidy Raw urban mix) – 4.19
3. „I Remember“ – 4.08

### Японско CD
1. „Never Ever“ – 5.15
2. „Never Ever“ (Nice Hat Mix) – 5.13
3. „I Remember“ – 4.08
4. „Never Ever“ (Booker T's вокален mix) – 6.19
5. „Never Ever“ (Booker T's Up North дублиране) – 5.55